# Roman Zdzieński
Roman Zdzieński herbu Korab (ur. 3 lipca 1908 w Posadzie, zm. 18 kwietnia 1986 w Londynie) – polski iranista, dyplomata.

## Życiorys
Urodził się 3 lipca 1908 w Posadzie. Ukończył studia na Wydziale Humanistycznego Uniwersytetu Jana Kazimierza we Lwowie z tytułem magistra filozofii.
Sprawował funkcję konsula RP w Iranie, w Indiach i w Palestynie (był wicekonsulem w Palestynie). W latach 1942–1946 zajmował się opieką nad Polakami na obszarze Środkowego Wschodu, w trakcie ich ewakuacji z ZSRR. Jako iranista pracował w sekcji orientalistycznej powołanego pod koniec 1945 Polskiego Humanistycznego Instytutu Naukowego w Jerozolimie. Od 1948 kierował biblioteką przy Instytucie Polskim w Bejrucie. Od tego czasu prowadził także badania wschodnioznawcze. Był członkiem Polsko-Libańskiego Towarzystwa Naukowego w Bejrucie.
W 1950 przybył statkiem SS Oxfordshire z Bejrutu do Hull w Wielkiej Brytanii (wraz z nim Dorota Zdzieńska, ur. 1917). Po wojnie przebywał na emigracji w Wielkiej Brytanii. Zmarł 18 kwietnia 1986 w Londynie. Nabożeństwo żałobne odbyło się 26 kwietnia 1986 w kościele Angielskich Męczenników w Streatham, po czym jego ciało poddano kremacji. Był żonaty, miał syna i córkę.